# 甘南県
甘南県（かんなん-けん）は、中華人民共和国黒竜江省チチハル市に位置する県。県人民政府の所在地は甘南鎮。国家級貧困県に指定されている。

## 歴史
1926年（民国15年）に設置された甘南設治局を前身とする。1933年（大同2年）に甘南県に改編された。

## 行政区画
下部に5鎮、5郷を管轄：
- 鎮：甘南鎮、興十四鎮、平陽鎮、東陽鎮、巨宝鎮
- 郷：長山郷、中興郷、興隆郷、宝山郷、査哈陽郷

## 交通

### 道路
- 高速道路
  -  綏満高速道路

- 国道
  -  G301国道

- 県道
  -  025県道
  -  056県道
  -  057県道

## 健康・医療・衛生
- 甘南県人民医院
- 甘南県紅十字医院